# 阿爾卑胡貝爾山
46°3′46.58″N 7°51′50.08″E / 46.0629389°N 7.8639111°E

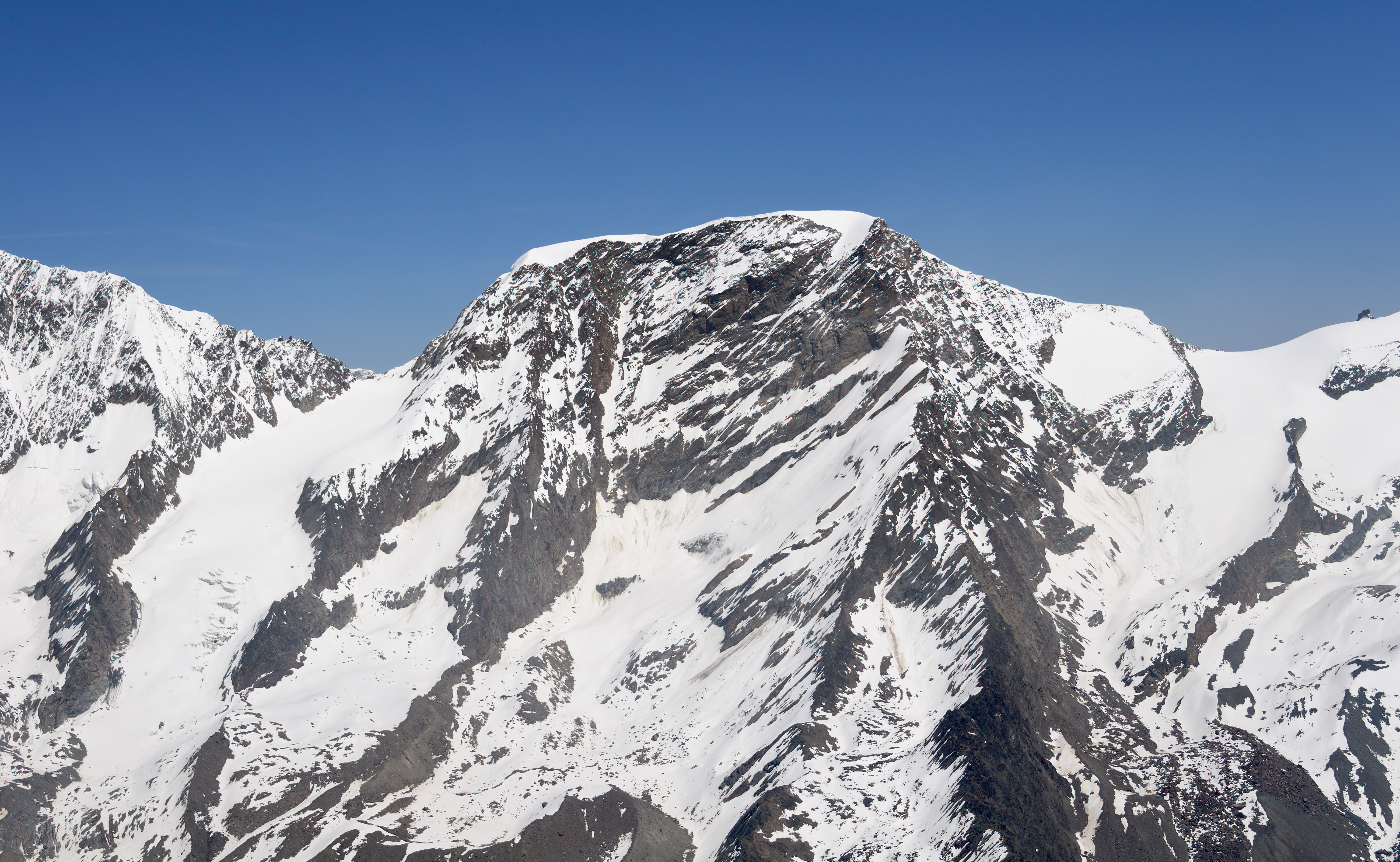

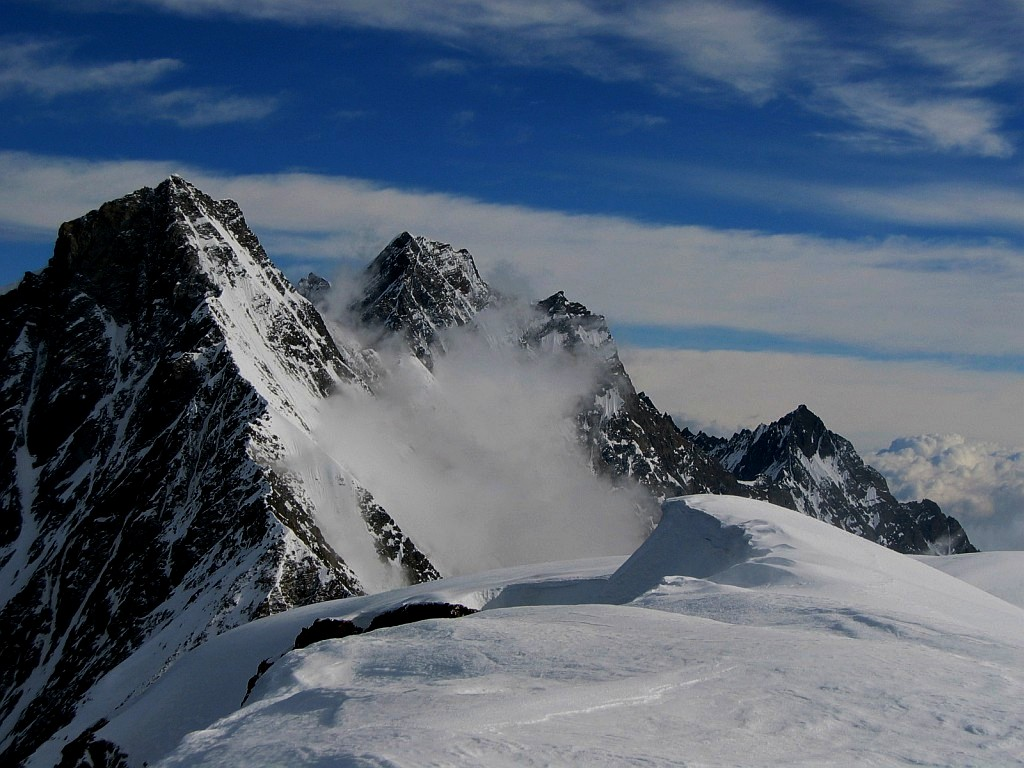

阿爾卑胡貝爾山（Alphubel），是瑞士的山峰，位於該國南部，由瓦萊州負責管轄，屬於本寧阿爾卑斯山脈的一部分，海拔高度4,206米，人類在1860年8月9日首次登上該山峰。